# ЧС2Т

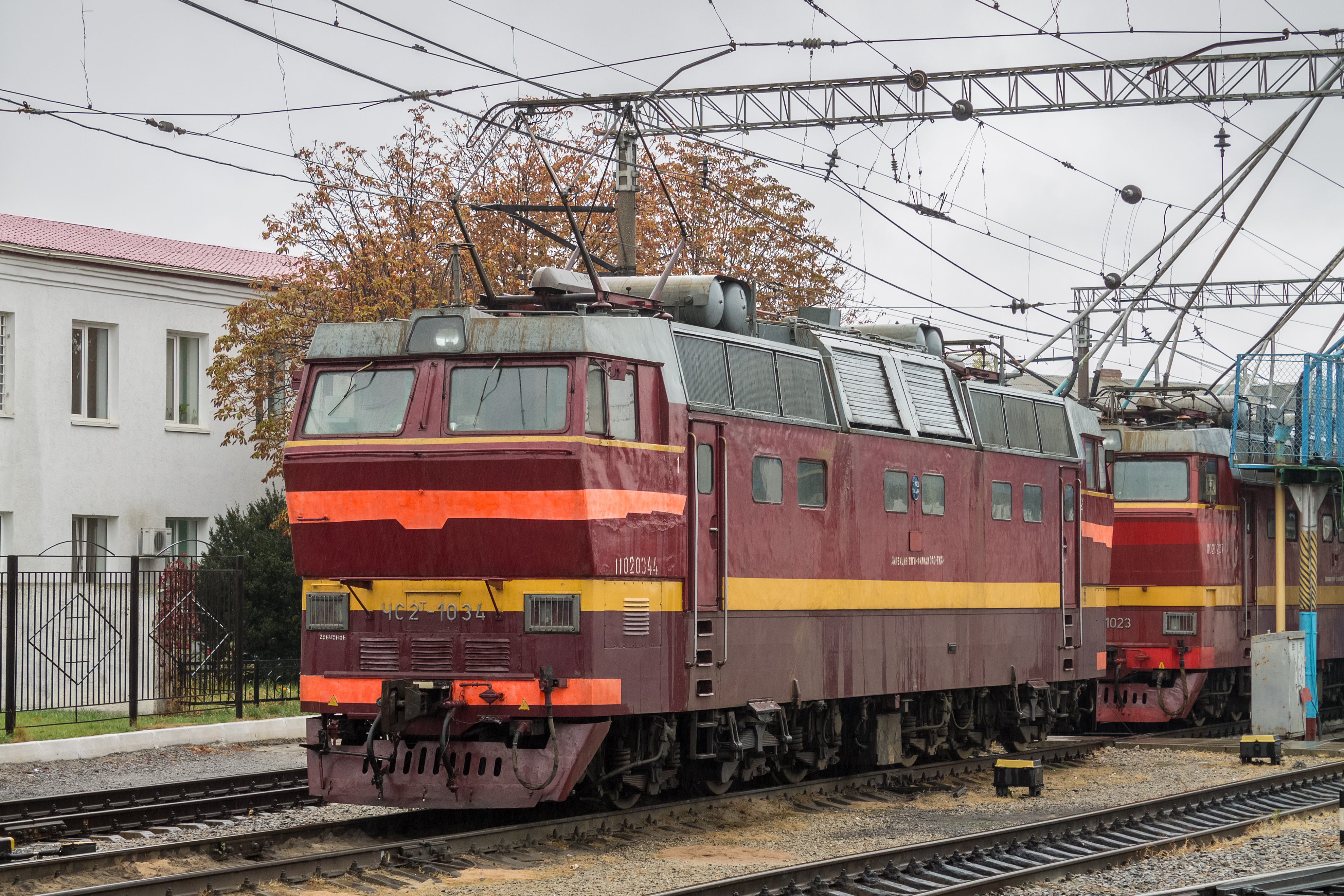
ЧС2^{Т}−1034 (модель 63E_{2})

ЧС2Т (ЧехоCловацкого производства, тип 2, оборудованный реостатным тормозом; заводские обозначения типа — с 63E0 по 63E2) — пассажирский односекционный шестиосный электровоз постоянного тока, выпускавшийся чехословацким заводом Škoda в 1972 (опытная партия) и с 1974 по 1976 гг. (серийное производство) по заказу советских железных дорог. По конструкции кузова и ряду элементов унифицирован с электровозом ЧС4Т. С ЧС2, несмотря на схожее обозначение, ЧС2Т фактически не имеет ничего общего, кроме элементов экипажной части. За свой внешний вид, как и ЧС4Т, получил прозвища — Теремок, Башня, Кирпич, Утюг.

## История создания
До появления электровозов серии 63E заводом Škoda, также известным ранее как Пльзеньский завод им. В. И. Ленина, была выпущена партия локомотивов, являющихся разновидностью ЧС2 с реостатным тормозом, и получившая такое же обозначение ЧС2Т (серия 53E). Учитывая опыт их эксплуатации, была проведена более серьёзная доработка как электрической схемы, так и механической части локомотива.
В конце 1972 года на советские железные дороги поступили два опытных электровоза ЧС2Т № 875 и 876 с реостатным торможением (заводской тип 63Е0). Помимо прожекторов, расположенных над лобовыми стеклами, имелись прожекторы (по два с каждой стороны), смонтированные в середине торцевой стенки под лобовыми стеклами. На электровозах были установлены более мощные тяговые электродвигатели AL-4846dT, у которых была несколько изменена конструкция якоря и полюсов и улучшена теплопередача от обмоток к сердечнику якоря. Обмотки катушек имели изоляцию класса F. Мощность электровоза составляла 4620 кВт. Тяговые двигатели, как и на электровозах ЧС2, соединялись последовательно, последовательно-параллельно и параллельно, ходовыми позициями были 20, 33 и 42. На каждой из ходовых позиций можно было получить пять ступеней ослабления возбуждения — 85, 70, 57, 47 и 35 процентов.
В отличие от электровозов серии ЧС2, на электровозах серии ЧС2Т электродвигатели вентиляторов охлаждения тяговых двигателей постоянно включены последовательно, а электродвигатели вентиляторов охлаждения пуско-тормозных сопротивлений — параллельно одной из секций этих сопротивлений.
Первая партия электровозов ЧС2Т получила заводское обозначение типа 63Е1 (№№ 945—1024), вторая — 63Е2 (№№ 1025—1062). Они имеют лишь незначительные отличия от опытных электровозов. В частности, их жалюзи камер пуско-тормозных сопротивлений управляются дистанционно из кабины машиниста (63Е2), отсутствуют прожекторы под лобовыми стёклами. На электровозах 63Е2, в отличие от 63Е1, в кабине машиниста имеется кондиционер, незначительно улучшены некоторые конструктивные элементы.

## Технические характеристики
По данным производителя, электровоз имеет следующие параметры:
- Осевая формула — 30−30
- Вес в рабочем состоянии — 126 т
- Часовая мощность ТЭД — 770 кВт
- Передаточное отношение — 77/44=1,75
- Сила тяги часового режима — 190 кН (19 400 кгс)
- Скорость часового режима — 86,4 км/ч
- Длительная мощность ТЭД — 680 кВт
- Сила тяги длительного режима — 159 кН (16 200 кгс)
- Скорость длительного режима — 91,5 км/ч
- Максимальная сила тяги — 324 кН (33 000 кгс); по другим данным — 308 кН
- Сила тяги при длительной скорости 120 км/ч (70 % тока возбуждения) — 106 кН
- Сила тяги при скорости 140 км/ч (47,5 % тока возбуждения) — 103 кН
- Сила тяги при скорости 160 км/ч — 93 кН (9500 кгс)
- Конструкционная скорость — 160 км/ч
- Напряжение контактной сети — 3 кВ
- Род тока — постоянный
- Мощность отопления поезда (модификация 63E1) — 750 кВт (14 вагонов)
- Мощность отопления поезда (модификация 63E2) — 1200 кВт (20 вагонов)

## Эксплуатация

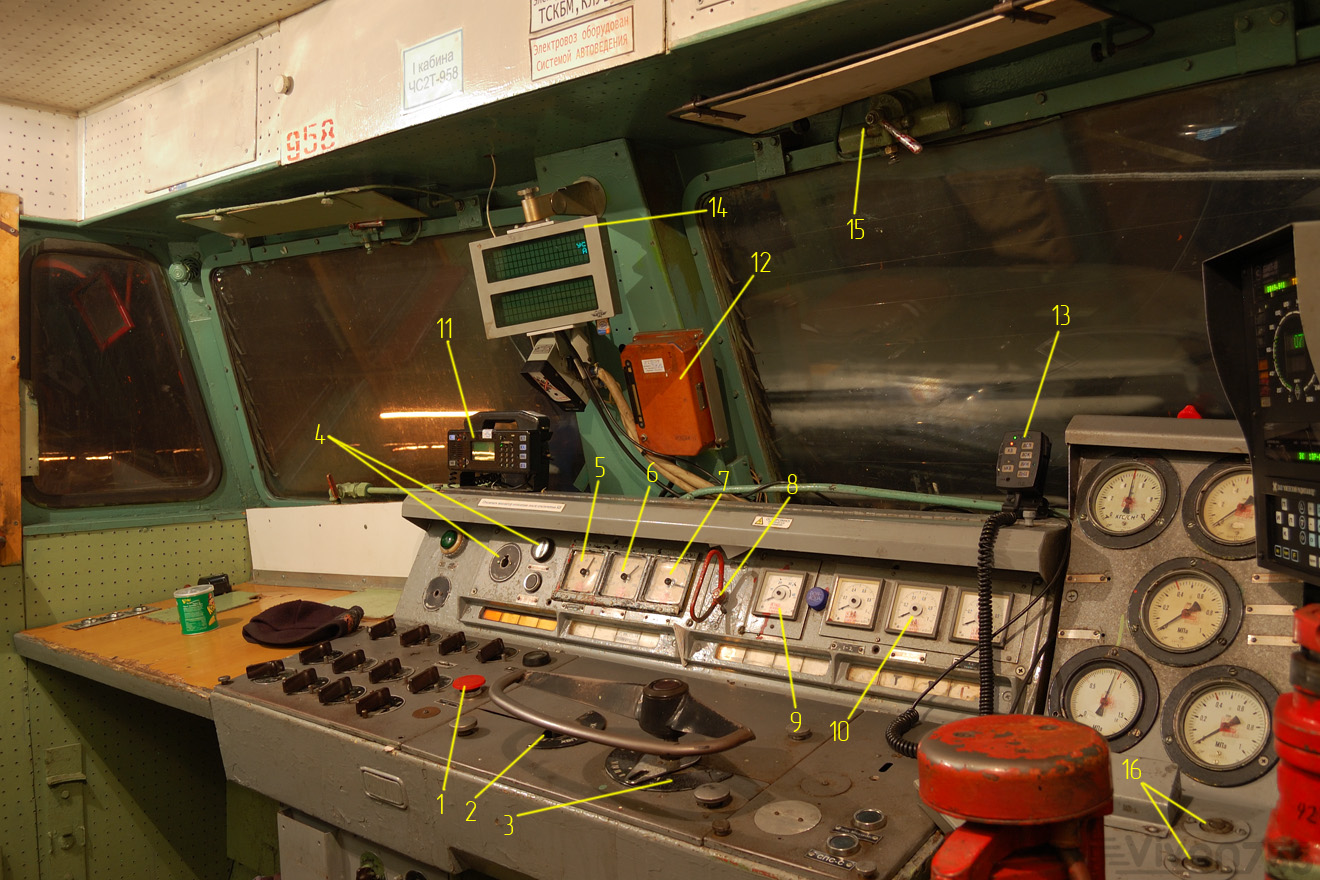
Кабина электровоза ЧС2^{Т}−958

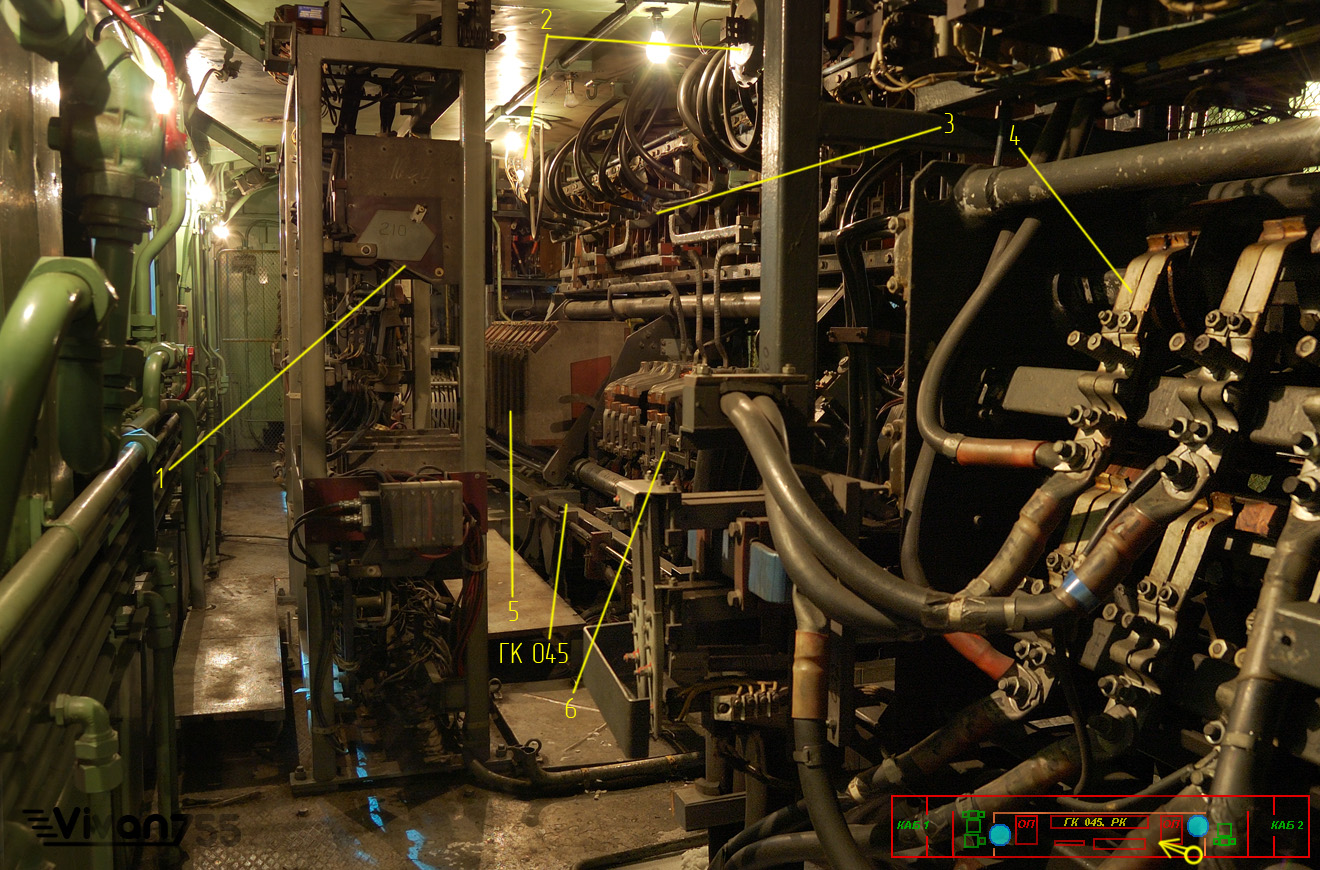
Высоковольтная камера электровоза ЧС2^{Т}−973

ЧС2Т стал базовым локомотивом для ведения скорых поездов (не более 22 вагонов) на Октябрьской железной дороге (ОЖД) и выдерживал 7-часовой график движения между столицами (не более 16 вагонов). Всего поступило 118 (№№ 945—1062) серийных электровозов серии ЧС2Т. Поступали они равномерными партиями в депо Москва-Октябрьская (ТЧ-1) и Ленинград-Пассажирский-Московский (ТЧ-8), и до 2001 года они были приписаны к этим депо. В 2001 году после передачи парка ЧС2Т из Москвы в Санкт-Петербург все они приписаны локомотивному депо СПб-Пассажирский-Московский, до перевода участка Мурманск — Лоухи на переменный ток были приписаны также к депо Мурманск (ТЧ-28).
В 2014 году, после присоединения Крыма к Российской Федерации, дирекция тяги РЖД передала 26 машин в депо Симферополь, а позже начались передачи ЧС2Т в депо Самара Куйбышевской железной дороги (КбшЖД).
По состоянию на 2021 год не менее 30 % от общего числа построенных электровозов серии списано, около 50 % законсервировано либо по иным причинам не эксплуатируется. Не попавшие под списание машины имеют приписку ТЧЭ-8 ОЖД (Санкт-Петербург-Пассажирский-Московский) и ТЧЭ-10 КбшЖД (Самара), также в марте 2021 года четыре машины (номера 960, 1026, 1028 и 1041) переданы в ТЧЭ-3 Западно-Сибирской железной дороги (Барабинск). 

## Сохранённые электровозы
Октябрьская дирекция тяги ОАО «РЖД» приняла решение сохранить для истории первый серийный электровоз (ЧС2Т-945, первый электровоз типа 63E1). По пробегу ему был необходим средний ремонт, но, ввиду предстоявшего окончания срока службы машины в 2024 году, такой ремонт был признан нецелесообразным. 27 июля 2021 года локомотив передан в Музей железных дорог России. Торжественная передача состоялась в этот день на станции Санкт-Петербург-Балтийский. При подготовке к передаче локомотив окрашен в цветовую схему, аналогичную заводской.